# サマーバレンタインデー
サマーバレンタインデーは、七夕にあやかったいくつかの販促イベントである。

## 概要
1986年にサマーバレンタイン実行委員会が「制定」し、メリーチョコレートカムパニーが2010年から、7月7日を「サマーバレンタインデー」として、日本記念日協会に申請し、2010年3月に登録された。同年に20回を迎えた西日本食品産業創造展では、3回目となるサマーバレンタインフェスタが開かれ、東日本大震災のあった2011年には、兵庫県三田市のサマーバレンタイデーに合わせて行われた洋菓子のイラストコンテストで、被災地復興を願ったケーキが受賞し販売されるなどしている。また、チョコレート・洋菓子以外にも、7月初旬から8月中旬にかけてさまざまな製品が販売され、福岡市の百貨店では七夕にちなんだ太巻きが販売されたり、生花業界ではサマーバレンタインのプレゼントにヒマワリを提案したりしている。
似たような動きは他にもある。銀座・有楽町にあるデパートはかつて七夕の日を「ラブ・スターズ・デー」とした。また、1990年には新宿のデパートが「意中の人にプレゼントをする日」として「サマーラバーズデー」を行った。